# Tarsonemidae
Tarsonemidae es una familia de ácaros. La mayoría de las especies se alimentan de hongos con micelios de paredes finas. Unas pocas especies se alimentan de plantas superiores y solo en brotes tiernos, antes de que las paredes celulares se hagan más fuertes.

## Taxonomía
Subdivisión
- Acarapis Hirst
- Acaronemus Lindquist & Smiley
- Alkithoenemus Ochoa & OConnor
- Amcortarsonemus Fain
- Asiocortarsonemus Fain
- Ceratotarsonemus De Leon
- Coreitarsonemus Fain
- Crossacarapis Ochoa & OConnor
- Daidalotarsonemus De Leon
- Deleonia Lindquist
- Dendroptus Kramer
- Eotarsonemus De Leon
- Excelsotarsonemus Ochoa & Naskrecki
- Ficotarsonemus Ho
- Flechtmannus Moraes, Lindquist & Lofego
- Floridotarsonemus Attiah
- Fungitarsonemus Cromroy
- Hemitarsonemus Ewing
- Heterotarsonemus Smiley
- Iponemus Lindquist
- Nasutitarsonemus Nucifora
- Neodendroptus Ochoa
- Neotarsonemoides Kaliszewski
- Ogmotarsonemus Lindquist
- Ototarsonemus Sharonov & Mitrofanov
- Paratarsonemella Ochoa
- Phytonemus Lindquist
- Polyphagotarsonemus Beer & Nucifora
- Pseudacarapis Lindquist
- Pseudotarsonemoides Vitzthum
- Pseudotarsonemus Lindquist
- Rhynchotarsonemus Beer
- Steneotarsonemus Beer
- Suctarsonemus Mahunka
- Suskia Lindquist
- Tarsanonychus Lindquist
- Tarsonemella Hirst
- Tarsonemus Canestrini & Fanzago
- Ununguitarsonemus Nuccifora
- Xenotarsonemus Beer